# Sgt. Pepper's Lonely Hearts Club Band (nummer)
"Sgt. Pepper's Lonely Hearts Club Band" is een nummer van The Beatles, geschreven door Paul McCartney (toegeschreven aan Lennon-McCartney), afkomstig van het gelijknamige album. Het nummer komt twee keer voor op het album: als openingsnummer (overgaand in "With a Little Help from My Friends") en als "Sgt. Pepper's Lonely Hearts Club Band (Reprise)", het voorlaatste nummer (overgaand in "A Day in the Life".) De tekst introduceert de fictieve band die optreedt in het album en kondigt die band af aan het eind.
Sinds de oorspronkelijke albumuitgave is het nummer ook uitgebracht op singles en compilatiealbums en is het uitgevoerd door enkele andere artiesten, waaronder Jimi Hendrix en U2.

## NPO Radio 2 Top 2000
| Nummer met noteringen in de NPO Radio 2 Top 2000 | '99 | '00 | '01 | '02 | '03 | '04 | '05 | '06 | '07 | '08 | '09 | '10 | '11 | '12 | '13 | '14 | '15  | '16  | '17  | '18 | '19 | '20  | '21  | '22  | '23  | '24  |
| ------------------------------------------------ | --- | --- | --- | --- | --- | --- | --- | --- | --- | --- | --- | --- | --- | --- | --- | --- | ---- | ---- | ---- | --- | --- | ---- | ---- | ---- | ---- | ---- |
| Sgt. Pepper's Lonely Hearts Club Band            | 252 | 367 | 485 | 370 | 446 | 443 | 302 | 335 | 221 | 305 | 369 | 389 | 456 | 514 | 643 | 777 | 1218 | 1769 | 1241 | 809 | 957 | 1022 | 1068 | 1196 | 1119 | 1872 |

1. ↑  Een vetgedrukt getal geeft de hoogste notering aan.